# A La Carte
Pour les articles homonymes, voir À la carte.
A La Carte (aussi stylisé À La Carte) est un girl group britannique de disco, actif entre 1978 et 1984, basé en Allemagne.

## Histoire
Les producteurs Tony Hendrik et Karin Hartmann aident à la création du groupe. Le trio se compose à l'origine de filles écossaises : Patsy Fuller, Julia et Elaine. Leur première chanson est When the Boys Come Home, sortie en mars 1979. Grâce à une prestation dans l'émission de télévision Musikladen, le groupe acquiert une immense popularité en Allemagne. Pour des raisons inconnues, la composition du groupe change souvent avec la sortie de nouveaux singles. Jenny Renshaw devient seule membre permanent lorsqu'elle rejoint le groupe en octobre 1979. 
En 1981, le groupe se compose de Jenny Renshaw, Linda Daniels et Joy Martin. Ensemble, elles sortent l'album Viva. Le groupe connait de nombreux autres changements de composition par la suite. En 1982, elles enregistrent l'album Rockin' Oldies, qui comprend de nombreuses reprises de chansons des années 1960. Le groupe se sépare en 1984. Le dernier groupe se composait de Jenny Renshaw, Joy Martin et Katie Humble. D'autres groupes fémninins de disco étaient très populaires en Europe à l'époque. La popularité du genre disco dans son ensemble s'estompe avec le développement de styles musicaux plus contemporains, ce qui a finalement conduit à la dissolution des girl groups.
Le groupe fait une apparition dans le rockumentaire Inside Metal: Pioneers of L.A. Hard Rock and Metal de Bob Nalbandian, réalisé en 2015.

## Discographie

### Albums studio
- 1980 : Do Wah Diddy Diddy Round
- 1981 : Viva
- 1983 : Rockin' Oldies

### Compilations
- 2014 : A La Carte – Est. 1976

### Singles
- 1979 : When The Boys Come Home (28e en Allemagne[2]) / Price of Love
- 1979 : Doctor Doctor (Help Me Please) (28e en Allemagne[2]) / It Was A Night of Wonder
- 1980 : Do Wah Diddy Diddy (22e en Allemagne[2]) / Farewell, Farewell to Carlingford
- 1980 : Ring Me, Honey (41e en Allemagne[2]) / Jimmy Gimme Reggae
- 1981 : You Get Me on the Run (41e en Allemagne[2]) / Red Indian Drums
- 1981 : River Blue (47e en Allemagne[2]) / Morning Songbird
- 1981 : Have You Forgotten (Wolga Song) (57e en Allemagne[2]) / Bananas
- 1982 : Viva Torero (29e en Allemagne[2]) / Try A Little Tenderness
- 1982 : In the Summer Sun of Greece (65e en Allemagne[2]) / Cubatao
- 1982 : Ahe Tamouré (62e en Allemagne[2]) / Wanted (Jean Le Voleur)
- 1983 : Radio / You're Still My Fantasy
- 1983 : On Top of Old Smokie / Cotton Fields
- 1984 : Jimmy Gimme Reggae / Lightyears Away from Home[3]